# Galium abruptorum
Galium abruptorum är en måreväxtart som beskrevs av Auguste Nicolas Pomel. Galium abruptorum ingår i släktet måror, och familjen måreväxter.
Artens utbredningsområde är Algeriet. Inga underarter finns listade i Catalogue of Life.